# Alexander Borissowitsch Schirokorad
Alexander Borissowitsch Schirokorad (russisch Александр Борисович Широкорад; * 1947 in Moskau) ist ein russischer Sachbuchautor und Publizist.
Schirokorad ist Autor mehrerer populärwissenschaftlicher Bücher im Themenbereich Militärtechnik, russische Geschichte sowie russische Außen- und Militärpolitik. Er widmet sich insbesondere der Entwicklung der sowjetischen und russischen Artillerie.
Schirokorad publiziert regelmäßig in der Unabhängigen Militärrundschau (Независимое военное обозрение).

## Rezeption
Schirokorad gilt als Experte im Bereich Artillerie; seine Arbeiten werden in wissenschaftlichen Kreisen positiv bewertet. Demgegenüber treffen seine Arbeiten über russische Geschichte in wissenschaftlichen Kreisen zum Teil auf starke Ablehnung. Insbesondere werden ihm Ungenauigkeiten in der Darstellung und die Nutzung überholter Quellen vorgeworfen.